# Gerry Plamondon
Gerry Plamondon, született Joseph Gerard Roger Plamondon  (Sherbrooke, Québec, 1924. január 5. – Sherbrooke, Québec, 2019. január 26.) Stanley-kupa-győztes kanadai jégkorongozó.

## Pályafutása
1944 és 1958 között volt aktív jégkorongozó. Az NHL-ben 1945 és 1951 között játszott 74 alkalommal a Montréal Canadiens csapatában. 1946-ban Stanley-kupa-győztes lett az együttessel.

## Sikerei, díjai
Montréal Canadiens
- Stanley-kupa
  - győztes: 1945–46